# Chamaescilla
Chamaescilla, biljni rod iz porodice šparogovki kojemu pripadaju četiri priznate vrste lukovičastih geofita ili hemikriptofita u Australiji
Rod je opisan 1878.

## Vrste
1. Chamaescilla corymbosa (R.Br.) F.Muell. ex Benth.
2. Chamaescilla gibsonii Keighery
3. Chamaescilla maculata R.W.Davis & A.P.Br.
4. Chamaescilla spiralis (Endl.) F.Muell.